# BladeSymphony
BladeSymphony （ブレードシンフォニー）は、2004年から日立製作所が発売しているブレードサーバのシリーズである。
2015年現在、出荷中の製品は、BS2500シリーズとBS2000シリーズ、BS500シリーズの大きく3つに分けられ、いずれもCPUとしてXeonを搭載している。
- BS2500シリーズは2014年10月に発売を開始した上位シリーズである[1]。
- BS2000シリーズは2009年4月に発売を開始した上位シリーズである[2]。
- BS500シリーズは2012年4月に発売を開始した[3]。

BS320シリーズは2006年6月に発売を開始した下位シリーズであり、ミニをもじって320と付けており集積度を重視していたが、2015年現在Webやカタログの掲載がなく、販売を終了した模様である。
BS1000シリーズは、2004年9月から発売していた上位シリーズであり、Xeonモデルに加えてItanium搭載ブレードと混在できた。BS1000シリーズは2012年現在Webやカタログの掲載がなく、販売を終了した模様である。
他社ブレードとの違いとして日立サーバ仮想化機構(Virtage)があり、Virtageはハードウェア型のハイパーバイザーに近いため、仮想化でボトルネックとなりやすいI/Oボトルネックをハードウェアで代行することができる。日刊工業新聞社の2008年十大新製品賞の本賞をVirtage3搭載ブレードサーバであるBladeSymphony 1000が受賞している。2009年3月にBS1000シリーズの後継としてBS2000シリーズを発表し、Virtageを標準搭載している。また、2009年10月にはBS320もVirtage対応モデルを発表している。BS500シリーズおよびBS2500シリーズは、Virtageを標準搭載している。
その後、各シリーズともに2016年9月以降、新モデル（新CPU)などに対応した製品発表されておらず、製品として新規販売を停止した模様である。

## 対応OS
- HP-UX（BS1000シリーズでItanium搭載ブレードのみ。ただしVirtage下ではサポートされていない）
- Windows Server 2003以降（VistaやXPは動作保証されていない）
- Linux

## 対応仮想化ソフト
- Virtage
- VMware ESX Server
- Hyper-V